# Danny McCulloch
Daniel Joseph "Danny" McCulloch (18 de julio de 1945-29 de enero de 2015) fue un músico británico conocido por ser el bajista del grupo de rock psicodélico de la década de 1960 Eric Burdon and The Animals.

## Biografía

### Carrera inicial
Danny McCulloch nació en Shepherd's Bush, al oeste de Londres, Reino Unido. A pesar de tener un apellido común, no era pariente ni de Henry McCullough (que sí trabajó bajo la dirección del original Animal Chas Chandler) ni de Jimmy McCulloch, ambos miembros de la banda de los 70 Wings.
McCulloch empezó a actuar en público a los once años, tocando música skiffle. Su primera banda fue The Avro Boys, de Shepherd's Bush, que se convirtió en Tony Craven & The Casuals a finales de la década de 1950. En 1960, The Casuals se asoció con el nuevo cantante Frankie Reid y McCulloch permaneció en el grupo hasta octubre de 1962. Durante su estancia en Frankie Reid & The Casuals, uno de los bateristas del grupo era Mitch Mitchell.
McCulloch y el batería Derek Sirmon se unieron después a Screaming Lord Sutch & The Savages y permanecieron hasta mayo de 1963. En 1964, McCullough y Sirmon se unieron a la banda de Woking, The Plebs, que grabó un único sencillo. A mediados de 1966, McCulloch trabajó brevemente con The Carl Douglas Set, hasta que Eric Burdon se puso en contacto con él para unirse a la nueva banda de Burdon.

### The New Animals
A finales de 1966, tras la disolución de la encarnación original de The Animals, McCulloch se unió a los "New Animals", siendo el primer "nuevo" Animal contratado por Eric Burdon. McCulloch, a su vez, presentó a Burdon al guitarrista y violinista John Weider, quien a su vez presentó a Burdon al guitarrista Vic Briggs. El grupo reconstituido publicó tres álbumes y una serie de singles de éxito, como "San Franciscan Nights", "Monterey" y "Sky Pilot". Todos los miembros de la banda fueron acreditados como coautores en los dos álbumes de los que salieron estos singles. Solo a partir del tercer álbum del grupo reconstituido, Every One of Us, el crédito de composición fue principalmente de Eric Burdon. El teclista Zoot Money también se unió a la banda en ese momento. Poco antes del lanzamiento de este tercer álbum, McCulloch y Briggs fueron despedidos de la banda. McCulloch fue sustituido por Weider, que pasó de la guitarra al bajo, mientras que Briggs fue reemplazado por Andy Summers, más tarde de The Police.

### Como solista y con otros artistas
McCulloch y Briggs trabajaron juntos a partir de entonces. En 1969, con Briggs como productor y arreglista, McCulloch publicó el álbum Wings of a Man.
En 1971, McCulloch fue el bajista del álbum en solitario de Reg King, antiguo vocalista de The Action. Otros músicos fueron Mick Taylor, Steve Winwood y Brian Auger. También en 1971, se unió a Renaissance como bajista durante un breve periodo, tocando con su antiguo compañero de banda en Plebs, Michael Dunford, que era compositor y guitarrista de Renaissance.
En la década de 1980, McCulloch trabajó como enfermero psiquiátrico en el Rauceby Hospital, el hospital psiquiátrico del sur de Lincolnshire situado en Sleaford, Lincolnshire.
En 1992, McCulloch se incorporó como bajista y vocalista de unos Animals reconstituidos, que incluían a Vic Briggs y al baterista Barry Jenkins. En ese momento, Briggs afirmó que tenía derecho a llamar a la banda "The Animals", ya que había registrado el nombre en Estados Unidos. Con Phil Ryan como vocalista, en lugar de Eric Burdon, la banda tocó el primer concierto de rock celebrado en la Plaza Roja de Moscú, como parte de un concierto benéfico para las víctimas del desastre nuclear de Chernóbil.
En 1993, tras la actuación en la Plaza Roja, McCulloch formó un nuevo grupo de Animals, que volvió a grabar los antiguos éxitos de la banda, además de otros, incluyendo originales de McCulloch. El material recibió críticas mixtas, incluyendo algunas que implicaban confusión y suposiciones inexactas de que Eric Burdon estaba cantando en el álbum. Algunos compradores, al descubrir que Burdon no participaba, se sintieron engañados.
En 1995, con el nombre de "Danny McCulloch's Friends", publicó un segundo álbum, Beowulf. Las canciones del álbum fueron generalmente coescritas con Steve Rowland, que también produjo el álbum, y también incluyó una coescrita con el ex guitarrista de Fleetwood Mac Danny Kirwan. Entre los "amigos" estaban Gary Wright, Chris Spedding, Herbie Flowers, Ray Cooper, Steve Gregory, Chas Hodges y Chris Mercer.
Entre 1996 y 1998, McCulloch se vio envuelto en una polémica sobre las regrabaciones que supuestamente habían hecho algunos artistas, en particular Mott the Hoople, en relación con una supuesta reforma de la banda por parte de Ian Hunter y Mick Ronson en 1993. Junto con el músico y promotor musical Gerry Chapman, McCulloch había formado McCulloch Chapman Music, que comercializaba a K-Tel International lo que se representaba como nuevas grabaciones de artistas originales, como Mott The Hoople, "The New Animals", Paper Lace y The Byrds. Las grabaciones que McCulloch presentaba como nuevas grabaciones de Hunter y Ronson eran en realidad de un sonido parecido, que afirmaba ser de McCulloch y Chapman, que operaba bajo el nombre de banda The Trybe. Cinco de las doce canciones de la supuesta grabación de "grandes éxitos" de Mott The Hoople estaban acreditadas a McCulloch y Chapman, y nunca habían sido grabadas por Mott The Hoople. K-Tel declaró que había tratado con éxito con McCulloch en el pasado y que había pagado 75.000 dólares por las cintas. McCulloch afirmó que la voz de Ian Hunter había sido remezclada junto con una voz parecida para reforzarla, y que la remezcla se había hecho con el conocimiento y el permiso de Ian Hunter. Hunter negó categóricamente las afirmaciones, afirmando que no había grabado con Ronson desde 1989. En consecuencia, el álbum de K-Tel, The Best of Mott The Hoople, fue retirado en 1997, habiendo sido publicado en 1996. En 1998, a raíz de una denuncia de la dirección de Ian Hunter, K-Tel admitió la culpabilidad de dos cargos en virtud de la Ley de Descripciones Comerciales de Reino Unido y fue multada en consecuencia. Las falsas grabaciones de Mott The Hoople habían sido licenciadas a otras empresas por McCulloch Chapman Music, lo que dio lugar a múltiples lanzamientos del contenido tergiversado, incluyendo All The Young Dudes (Dinamarca Digimode, 1996; Irlanda, Eagle Rock Pegasus, 1997), Dudes (Reino Unido Going For A Song, 1997) y The Magic Collection (Países Bajos ARC MEC, 1997). Algunos de los falsos lanzamientos de Mott The Hoople incluían fotos históricas de la banda o de sus miembros en la portada. En 2002, las grabaciones se publicaron de nuevo, bajo el título I Can't Believe It's Not Mott The Hoople, y acreditadas a The Trybe. Estas grabaciones también se publicaron posteriormente en ITunes. Otros lanzamientos similares de The Trybe cubrían canciones de Steppenwolf, aunque también incluían canciones de McCulloch y Chapman.
En la década de 2000, McCulloch estuvo de gira con una nueva formación de Animals, llamada Animals and Friends, liderada por el batería original John Steel y el organista Dave Rowberry, aunque McCulloch no era un miembro habitual del grupo.
En 2012, McCulloch publicó una biografía digital en Amazon Digital Services, When I Was Young, en la que describe el hecho de unirse y tocar con The Animals como "el mayor error de mi vida". El libro se describe como "la verdad de la gran estafa a los músicos en los años 60 y 70".
En 2013, McCulloch publicó el álbum Back Again, Just For A Bit.

### Fallecimiento
McCulloch falleció a causa de una insuficiencia cardíaca el 29 de enero de 2015, a los 69 años.